# Tijmnetwants
De tijmnetwants (Lasiacantha capucina) is een wants uit de familie van de Tingidae (Netwantsen). De soort werd het eerst wetenschappelijk beschreven door Ernst Friedrich Germar in 1837.

## Uiterlijk
De grijsbruine ovale wants kan 2.5 tot 3.5 mm lang worden en is doorgaans kortvleugelig (brachypteer) en kunnen dus niet vliegen. Af en toe worden individuen gevonden die submacropteer of macropteer zijn. Net als de andere netwantsen hebben de vleugels van deze wants een fijnmazig netwerkpatroon van aders. De vleugels zijn net als het halsschild voorzien van een lange rij haartjes. Er zijn in Nederland maar twee netwantsen die dat ook hebben, Tingis pilosa en Tingis reticulata maar die hebben een halsschild dat uitloopt in een breder randveld dat uit meer cellen bestaat.

## Leefwijze
De wantsen zijn te vinden in warme gebieden met lage, droge vegetatie zoals kalkgraslanden. De soort leeft monofaag op kleine tijm (Thymus serpyllum) maar in het buitenland ook op andere tijmsoorten. De imagines kunnen van april tot eind augustus waargenomen worden, vanaf juni worden ook nimfen gevonden. De soort ken één generatie per jaar en volwassen wantsen overwinteren in de strooisellaag onder de waardplant.

## Leefgebied
De soort is in Nederland zeer zeldzaam en wordt sinds 1950 alleen nog in Zuid-Limburg gevonden. Doordat de soort niet kan vliegen gaat de verspreiding niet snel. Het verspreidingsgebied beperkt zich tot het midden van Europa, tot aan Kazachstan en West-Siberië.   